# 2018년 아시안 게임 일본 선수단
2018년 아시안 게임 일본 선수단(일본어: 2018年アジア競技大会日本選手団)은 인도네시아 자카르타와 팔렘방에서 열린 2018년 아시안 게임에 참가한 일본 선수단이다. 41개 종목, 758명의 선수를 파견했으며 금메달 75개를 획득하여 종합 메달 순위 2위에 올랐다.